# Lo Campo
El Campo, o lo Campo, és un espai natural dins del terme municipal de la Vall de Boí, a l'Alta Ribagorça, i dins de la zona perifèrica del Parc Nacional d'Aigüestortes i Estany de Sant Maurici.
El nom prové «del llatí "campus", plana planúria». Es tracta d'una zona relativament plana i ample a la carena que limita la carena la Ribera de Caldes i la Vall de Sant Nicolau, al sud de Comaltes i a l'oest d'Aigüissi. L'extrem sud es troba per damunt dels 2.100 i el nord al voltant dels 2.600 metres.

## Rutes[3]
Des del km 18 de la carretera L-500, anant a buscar la carena del Serrat del Colomer al sud-est, i carenant cap al nord-est pel serrat.